# Александар Милутиновић
Александар Милутиновић (Београд, 16. октобар 1948 – 18. септембар 2013) био је српски политичар. Био је истакнути члан градске власти Београда од 1997. до 2000. године, посланик у Народној скупштини Србије од 1997. до 2001. и накратко министар саобраћаја Србије 2000–2001 након пада власти Слободана Милошевића. Милутиновић је био члан Српског покрета обнове (СПО).

## Приватна каријера
Милутиновић је рођен у Београду, у тадашњој СР Србији у ФНРЈ. Био је дипломирани инжењер.

## Политичар
СПО је учествовао на парламентарним изборима у Србији 1993. године као део веће коалиције Демократског покрета Србије (ДЕПОС). Милутиновић се појавио на двадесет четвртој позицији на листи коалиције у београдској дивизији. Листа је освојила једанаест мандата, а њему није додељен мандат. (Од 1992. до 2000. године, изборни закон Србије предвиђао је да се једна трећина посланичких мандата додељује кандидатима на успешним листама по нумеричком редоследу, док ће преостале две трећине бити распоређене међу осталим кандидатима по нахођењу странака или коалиција спонзора. Милутиновић је могао добити факултативни мандат, али у овом случају није)

### Влада града Београда
СПО је касније формирао савез под називом Заједно са Демократском странком (ДС) и Грађанским савезом Србије (ГСС). Милутиновић је на локалним изборима у Србији 1996. биран и за Скупштину града Београда и за Скупштину општине Нови Београд као кандидат Заједно. Влада Србије, на челу са Милошевићевом Социјалистичком партијом Србије (СПС), у почетку није признала победе Заједно у неколико општина, што је довело до демонстрација. Победа опозиције је на крају призната у већини спорних области, укључујући и град Београд (иако не и на Новом Београду, где је СПС задржао власт).
Када је Заједно у фебруару 1997. званично формирала владу у Београду, Милутоновић је постављен за потпредседника Извршног већа града (тј. заправо потпредседника градске владе). Добио је конкретну одговорност за привреду и финансије.
Заједно се потом распао, а Милутиновић је постао гласни критичар градоначелника ДС Зорана Ђинђића, оптужујући га за кршење заједничких споразума и кампању против СПО. Ђинђић је разрешен дужности градоначелника 30. септембра 1997. године, а СПО је постао једина странка у градској власти, која је владала уз неформалну скупштинску подршку СПС-а и Српске радикалне странке (СРС).
Милутиновић је надгледао сектор јавног превоза у Београду током свог времена у градској влади. У фебруару 2000. пожалио се да Влада Србије није одговорила на захтев града за повећање цене карата са пет на осам динара.
Кандидовао се за реизбор у Скупштину Београда у другој изборној јединици Старог града на локалним изборима у Србији 2000. године и поражен од будућег градоначелника Ненада Богдановића, кандидата Демократска опозиција Србије (ДОС).

### Посланик и министар у кабинету
Милутиновић је на парламентарним изборима у Србији 1997. године добио друго место на листи СПО за Нови Београд и добио је изборни мандат када је листа освојила два мандата. СПС и њени савезници победили су на изборима, а СПО је био у опозицији.
Слободан Милошевић је поражен од кандидата ДОС-а Војислава Коштунице на председничким изборима Савезне Републике Југославије 2000. године, догађају који је подстакао широке промене у владама Србије и Југославије. Прелазна Влада Србије коју чине представници СПС-а, ДОС-а и СПО-а формирана је у октобру 2000. године, а Милутиновић је укључен у администрацију као министар саобраћаја.
Изборни закони Србије су накнадно измењени тако да је цела држава рачунала као јединствен изборни округ и сви мандати су додељени по дискреционом праву успешних партија и коалиција, без обзира на бројчану редослед кандидата. Милутиновић је добио 117. позицију на листи СПО-а, која је углавном била по азбучном реду; листа није прешла изборни цензус да би освојила заступљеност у скупштини. Мандат у влади престао му је 25. јануара 2001.

### Администратор
СПО је на парламентарним изборима у Србији 2003. учествовао у савезу са Новом Србијом (НС), а Милутиновић се на њиховој комбинованој листи појавио на педесет трећој позицији. Листа је освојила двадесет и два мандата, а СПО је после избора поново учествовао у коалиционој влади Србије. Милутиновић није враћен у скупштину, али је 25. марта 2004. године именован за генералног директора јавног предузећа Јат ервејз. У овој улози планирао је да ревидира претходни споразум који је Милошевићева влада потписала са Ербасом и да купи нове авионе од Боинга, иако тај план није био успешан. ЈАТ је ушао у стечај 17. фебруара 2005. године, а Милутиновић је смењен са места директора.

## Смрт
Милутиновић је преминуо 18. септембра 2013.

## Изборни рекорд

### Скупштина града Београда
| Ненад Богдановић                                | Демократска опозиција Србије (Демократска странка)                          | Изабрани |
| Василије Јеремић                                | Србија заједно                                                              |          |
| Лепосава Милићевић                              | Социјалистичка партија Србије – Југословенска левица (Југословенска левица) |          |
| Александар Милутиновић (дужник за Нови Београд) | Српски покрет обнове                                                        |          |
| Ненад Чопорда                                   | Српска странка                                                              |          |
| Немања Шаровић                                  | Српска радикална странка                                                    |          |